# ペトルーロ・イルピーノ
ペトルーロ・イルピーノ（伊: Petruro Irpino）は、イタリア共和国カンパニア州アヴェッリーノ県にある、人口約300人の基礎自治体（コムーネ）。

## 地理

### 位置・広がり

#### 隣接コムーネ
隣接するコムーネは以下の通り。括弧内のBNはベネヴェント県所属を示す。
- アルタヴィッラ・イルピーナ
- キアンケ
- サン・ニコーラ・マンフレーディ (BN)
- トッリオーニ
- トゥーフォ